# Ahlefeldt (Adelsgeschlecht)

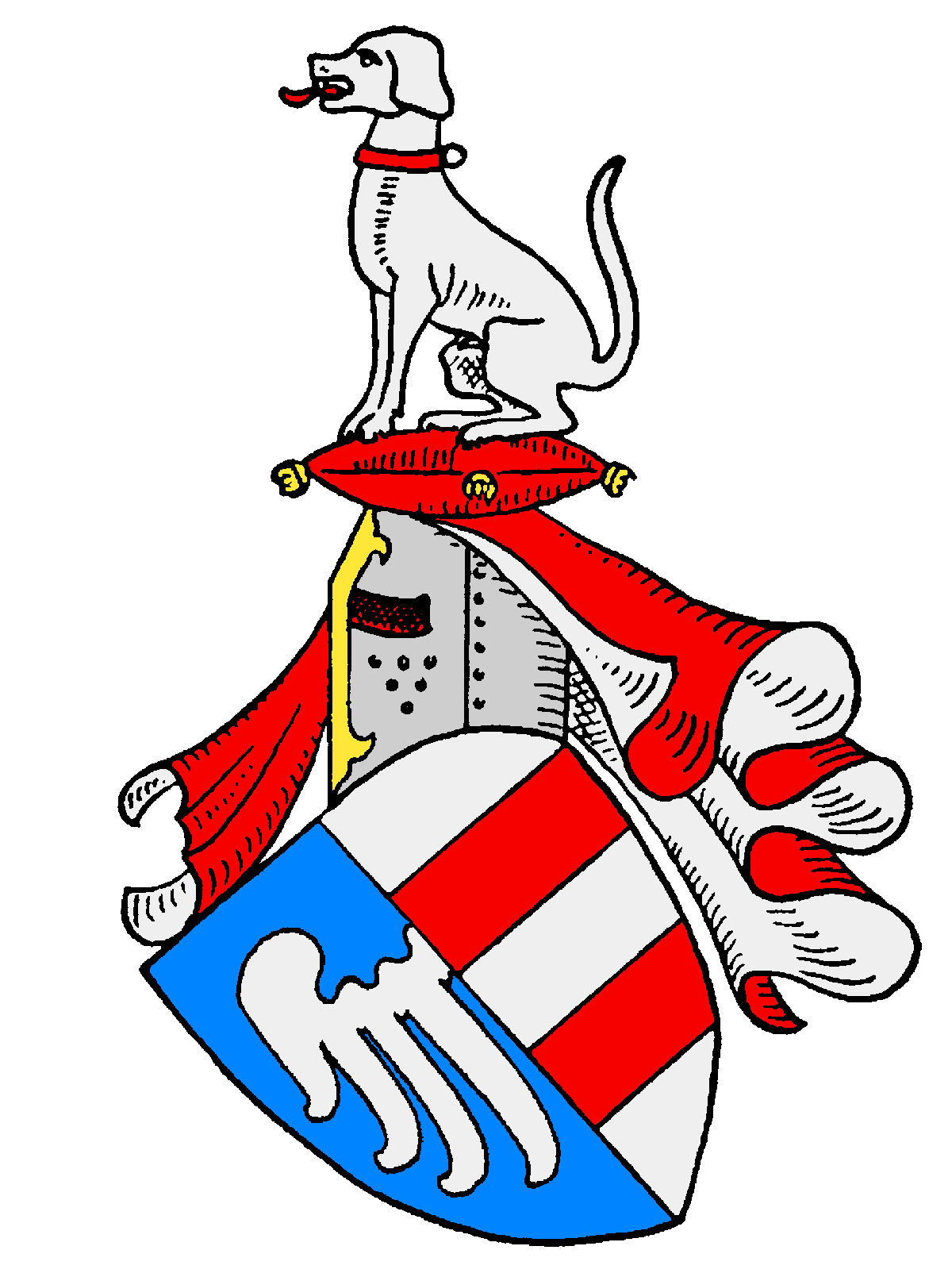
Wappen derer von Ahlefeld

Ahlefeld oder Ahlefeldt ist der Name eines schleswigschen Uradelsgeschlechts mit holsteinischen Wurzeln, das zu den Equites Originarii gehört. Es erscheint erstmals in der Gegend um den Westensee bei Kiel und breitete sich früh im Herzogtum Schleswig sowie später auch nach Holstein, Mecklenburg und Dänemark aus.
Die Ahlefeld sind eines Stammes und waren eines Wappens mit den von Rumohr und sind eines Wappens mit den ausgestorbenen von Bosendahl – auch Botzendal – († ca. 1535) und von Rastorp († 1749). Auch dieses alte Adelsgeschlecht hat in der dänischen und schleswig-holsteinischen Geschichte eine bedeutende Rolle gespielt.

## Geschichte
Einer älteren Legende nach soll die Abstammungsgemeinschaft Rumohr-Ahlefeld-Bosendahl-Rastorp auf einen „Hunold“ (Hunoldus comes de Schwabeck) aus dem schwäbischen Geschlecht von Schwabeck (ähnlichen Wappens) und von Baltshusen zurückgehen, dessen Urenkel Konrad (Conradus baro ab Alhefeld) 1152 an der Ermordung des Grafen Hermann II. von Winzenburg beteiligt gewesen und daraufhin 1153 zum König Sven III. von Dänemark geflüchtet sei; Belege hierfür existieren nicht.
Als erste reale Vertreter der Geschlechter von Ahlefeldt und von Rumohr gelten die Brüder Benedictus et Scacco de Prodole – also Benedikt und Schack von Perdöl (Gemeinde Belau, Kreis Plön, Holstein), die in den Jahren 1220 und 1221 urkundlich erstmals auftauchen. Derselbe „Scacco de Rumore“ wird nochmals 1245 und 1253 urkundlich erwähnt. Er nannte sich nun nach seinem Gut Rumohr südwestlich von Kiel. Die gesicherte Stammreihe der Ahlefeld beginnt mit Benedictus de Alevelde senior, miles (Benedikt – in Dänemark Bendix genannt – der Ältere, 1320–1380), der am 16. Juni 1321 urkundlich belegt ist und sich nach dem Dorf Ahlefeld im Südosten des Herzogtums Schleswig benannte. Das Gut Friedrichshof in Ahlefeld, namensgebender Stammsitz der Familie, wurde 1953 nach einem Brand abgerissen.
Damit teilte sich die Familie in einen holsteinischen und einen schleswigschen Zweig: Während die Ahlefeld(t)s sich seither seit Jahrhunderten nach ihrem Stammvater Benedict benennen, haben die Rumohrs aus dem gleichen Grund an dem Namen Schack festgehalten, jedoch wechselnd vom Großvater zum Enkel mit Schack (1245/53) – Benedict (1283/89) – Schack (1308) – Benedict – Schack (1351) – Benedict (1408) usw.
1359 besaß die Familie auf der süddänischen Insel Lolland die Burg Grimstrup. Sie gehörte damals zu den Parteigängern der Holsteiner Grafen gegen den dänischen König Waldemar Atterdag. Die auf einer Landzunge zwischen See und Sumpf gelegene, aus drei Burghügeln bestehende Anlage wurde 1372–76 zum Zentrum eines Adelsaufstands gegen den König, der die Burg schließlich eroberte. Erst 1398 zahlte seine Tochter, Königin Margarethe I., im Rahmen eines Ausgleichsvertrages den Ahlefeldt 6.900 Lübische Mark Entschädigung für den Verlust von Grimstrup und einer weiteren Burg.

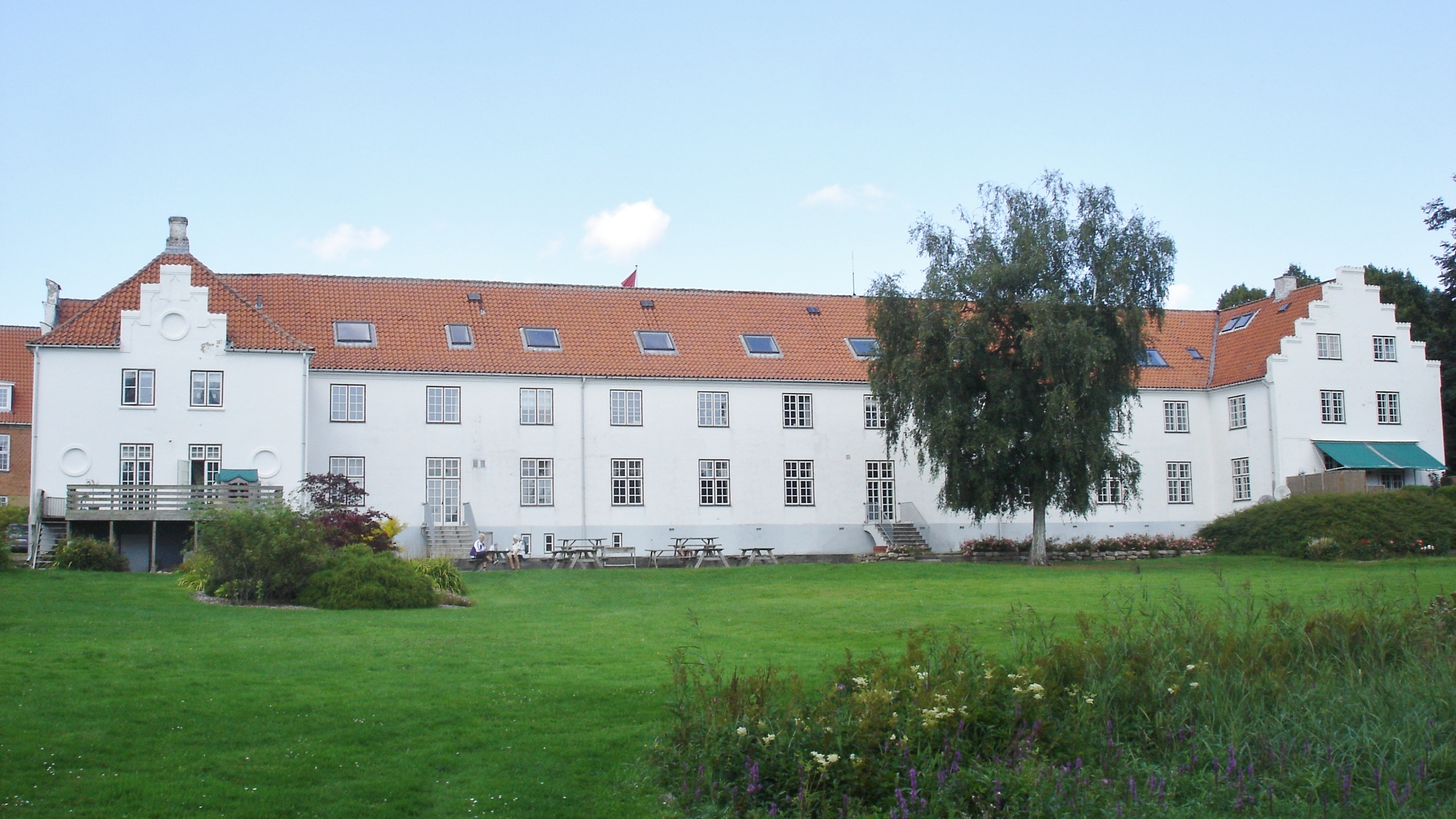
Schloss Seegaard (Rekonstruktion von 1935)

Ab 1398 war Seegaard im heute dänischen Nordschleswig im Besitz der Familie, das damals mit Abstand größte Adelsgut im Herzogtum Schleswig. 1643 wurde das Herrenhaus zerstört und erst im 19. und 20. Jahrhundert wieder aufgebaut; die Ruine lieferte aber das Baumaterial für die Errichtung von Schloss Gravenstein auf einem ehemaligen Meierhof. Graf Carl von Ahlefeldt, Herr der dänischen Insel Langeland mit Schloss Tranekær, war auch der letzte Besitzer von Seegaard; er ließ ferner das Schloss Gravenstein 1700–1708 erbauen, nachdem er bereits 1705/06 das Schloss Sorgenfri errichtet hatte. Nach seinem Tod 1722 mussten seine hinterlassenen Schulden durch umfangreiche Verkäufe beglichen werden, Gravenstein wurde an den Herzog von Schleswig-Holstein-Sonderburg-Glücksburg verkauft. In seiner heutige Form wurde das Schloss Gravenstein 1758 nach einem Brand wieder aufgebaut. Es ist, wie auch Sorgenfri, bis heute im Besitz der dänischen Krone und dient der königlichen Familie als Landsitz.
Das Geschlecht Ahlefeldt spaltete sich im Laufe der Zeit in rund 15 Linien, von denen die Haseldorfer Linie die verbreitetste von allen war. Diese Linien waren in Schleswig und Holstein ansässig, weshalb die Ahlefeldts, ähnlich wie viele andere Aristokraten, ein großes Interesse daran hatten, dass die beiden Territorien durch Personalunion verbunden blieben. 1494 erhielt der Ritter Hans von Ahlefeldt von König Johann I. die Vogtei Haseldorf im Tausch gegen andere Gebiete, dazu gehörte die Haseldorfer Marsch, Burg Haseldorf, die fünf zugehörigen Kirchspiele sowie das Gut Gelting samt den dazugehörigen Dörfern und einigem Streubesitz. Das Gut Gelting, wo die noch erhaltenen Seitenflügel des Herrenhauses von den Ahlefeldts errichtet wurden, musste 1712 versteigert werden, Haseldorf blieb bis 1731 im Besitz der Familie.
In der Schlacht bei Hemmingstedt am 17. Februar 1500 gegen die Dithmarscher Bauern fielen zwölf Ahlefeldts, die auf Seiten des Herzogs gekämpft hatten, auch wenn es laut Theodor Fontanes Ballade nur sieben gewesen sein sollen. Folgende Opfer werden angeführt: Hans von Ahlefeld zu Törning, Gelting und Neuendorf mit sechs Gudemanns (Knappen) und dem Dannebrog, der die dänischen Fahne führte; Hennecke von Ahlefeld zu Bossee; Heinrich von Ahlefeld zu Lindau; Marquard von Ahlefeld zu Saxtorf; Jürgen von Ahlefeld zu Seegard mit zwei Gudemanns; Heinrich von Ahlefeld, Amtmann zu Steinburg mit zwei Gudemanns; Lorenz von Ahlefeld, Sohn des Claus; Benedict von Ahlefeld zu Borghorst, Sohn des Benedict; Benedict von Ahlefeld, Sohn des Otto; Benedict von Ahlefeld zu Noer und Benedikt von Ahlefeldt (1440–1500) zu Güter Lehmkuhlen, Hasselburg und Wittmold. Auch Benedikts Bruder Ditlev war unter den Toten. Grabstätten gibt es nicht. Es heißt, die Dithmarscher hätten nur die einfachen Soldaten zusammen mit toten Pferden in Massengräbern beerdigt. Die Mitglieder des Adels ließ man als Anstifter zur Strafe kleiderlos auf dem Schlachtfeld liegen, bis sie zur Unkenntlichkeit verwest waren.
Benedikt Wilhelm von Ahlefeldt schaffte bereits 1709 auf Gut Kaden die Leibeigenschaft ab und war damit der erste Adlige in Holstein, der so verfuhr. Benedikt von Ahlefeldt ließ – wie zuvor sein Vater auf Gut Seestermühe – in den Jahren nach 1726 auf Gut Jersbek einen grandiosen französischen Barockpark anlegen.
Mit Christian Gerhard von Ahlefeldt (1754), Cay Wilhelm von Ahlefeldt (1782), Max Detlef Herman Heinrich von Ahlefeldt (1896) heirateten drei männliche Nachkommen von Detlev von Ahlefeldt weibliche Nachkommen von Magnus von Wedderkop.

### Die Grafen Ahlefeld
Burchard von Ahlefeldt (1634–1695), dänischer Kammerherr, Landrat und Oberlanddrost, der einen großen Güterkomplex von zwölf Besitzungen in Schleswig-Holstein geerbt hatte, wurde 1672 von König Christian V. als erster holsteinischer Adliger in den dänischen Grafenstand erhoben und begründete die bis heute bestehende gräfliche Linie Ahlefeldt-Eschelsmark.

### Die Lehnsgrafen Ahlefeldt-Laurvig in Dänemark

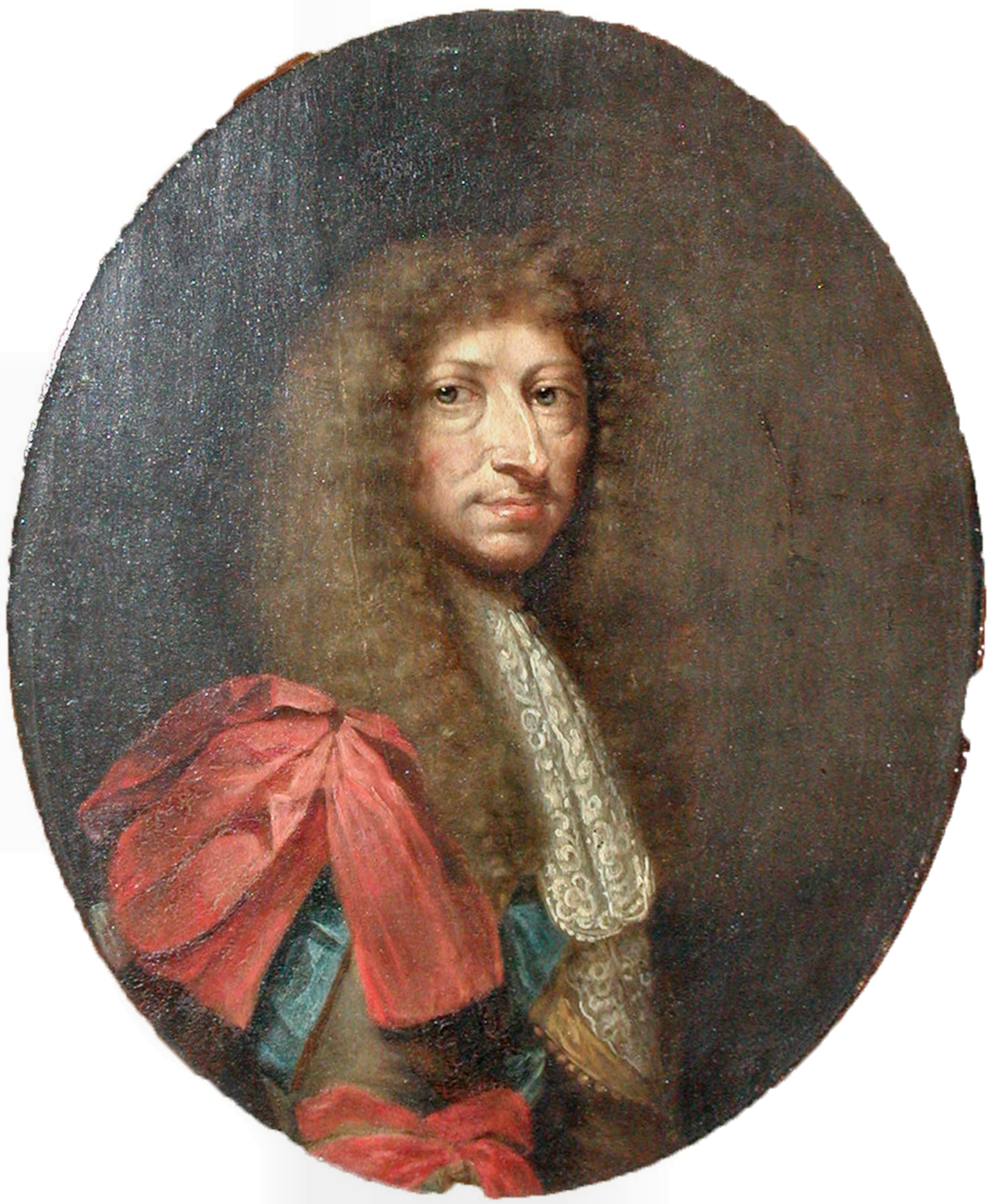
Graf Friedrich von Ahlefeldt (1623–1686), dänischer Statthalter von Schleswig und Holstein, Kanzler von Dänemark

Der königlich dänische Statthalter von Schleswig und Holstein sowie Gouverneur von Süderdithmarschen, Friedrich von Ahlefeldt (1623–1686) aus der Gravensteiner Linie wurde am 14. Dezember 1665 in Wien in den persönlichen Reichsgrafenstand erhoben. Mit ihm unternahm das alte schleswigsche Rittergeschlecht einen politischen und gesellschaftlichen Höhenflug. Von 1676 bis 1686 amtierte er als Kanzler von Dänemark. 1669 kaufte er die kleine reichsunmittelbare Herrschaft Rixingen (Réchicourt) im Bistum Metz in Lothringen sowie die Freiherrschaft Mörsberg im Ober-Elsass, um die Reichsstandschaft zu erlangen, wozu diese winzigen Territorien jedoch nicht ausreichten, zumal das Elsass seit 1662 von Frankreich besetzt war und später annektiert wurde. Allerdings wurde er 1672 auch erblicher Lehnsgraf von Langeland, einer dänischen Insel, wo seine erste Frau Margrethe Dorothea von Rantzau 1663 das Schloss Tranekær geerbt hatte, das bis heute im Besitz der Grafen Ahlefeldt-Laurvig ist.
Friedrichs Töchter erster Ehe heirateten in die reichsunmittelbaren Häuser Nassau-Ottweiler und Leiningen ein. Seine beiden Söhne folgten ihm als Statthalter in Schleswig und Holstein. Der Sohn erster Ehe, Friedrich (1662–1708), heiratete 1687 Christiane Gyldenløve, eine außereheliche Tochter von König Christian V. von Dänemark. Sein Sohn aus zweiter Ehe (mit Marie Elisabeth Gräfin von Leiningen-Dagsburg-Hardenburg), Graf Carl von Ahlefeldt, erbte 1686 die Herrschaften Rixingen und Mörsberg, die er 1703 an seinen Schwager Graf Friedrich Ludwig von Nassau-Ottweiler verkaufte, der 1680 seine Schwester Christiana geheiratet hatte. Nach dem Tod seiner älteren Brüder erbte er 1708 die Grafschaft Langeland mit Schloss Tranekær. Er heiratete Ulrica Amalie Antoinette von Danneskiold-Laurvig (1686–1755), die einer morganatischen Nachfahrenlinie der dänischen Könige entstammte. Sein ältester Sohn Friedrich heiratete 1730 Birthe von Holstein (1705–1735); aus dieser Ehe ging der spätere Generalmajor und Kammerherr Christian von Ahlefeldt-Laurvigen (1732–1791) hervor. Dieser erbte nach langem Rechtsstreit 1785 die Lehnsgrafschaft Laurvigen in Norwegen und erhielt die Genehmigung zur Führung des Namens „Graf von Langeland und Laurvigen“; die Lehnsgrafschaft Laurvigen wurde aber nach seinem Tod bereits 1805 verkauft und aus deren Erlös ein Fideikommisskapital in die Staatskasse gelegt, dessen jedesmaliger Nutznießer alle Privilegien der ehemaligen Lehnsgrafen zu Laurvigen besaß. Der Name Ahlefeldt-Laurvig(en) verblieb der dänischen Linie jedoch bis heute.
Die Grafen Ahlefeldt-Laurvig besitzen seit 1663 bis heute das Schloss Tranekær auf der Insel Langeland. Ferner gehört ihnen seit 1720 das Gut Nordenbrogård in Magleby Sogn sowie seit 1896 das Gut Hjortholm in Fodslette Sogn. Von 1731 bis 1931 besaßen sie auch das Gut Vestergaard in Humble Sogn und von 1749 bis 1960 das Gut Lykkesholm in Tryggelev Sogn. Das Schloss Egeskov auf Fünen ist 1882 im Erbgang von der Adelsfamilie Bille-Brahe an die Grafen Ahlefeldt-Laurvig-Bille gekommen, die es bis heute besitzen. Das Gut Hvidkilde (im Kirchspiel Egense Sogn auf Fünen) kam 1904 an Anna Christiane Adelheid Eriksdatter Rosenørn-Lehn, verheiratete Gräfin Ahlefeldt-Laurvig, eine Nichte des Außenministers Otto Rosenørn-Lehn; seither gehört es den Ahlefeldt-Laurvig, heute Carl Johan greve Ahlefeldt-Laurvig-Lehn.

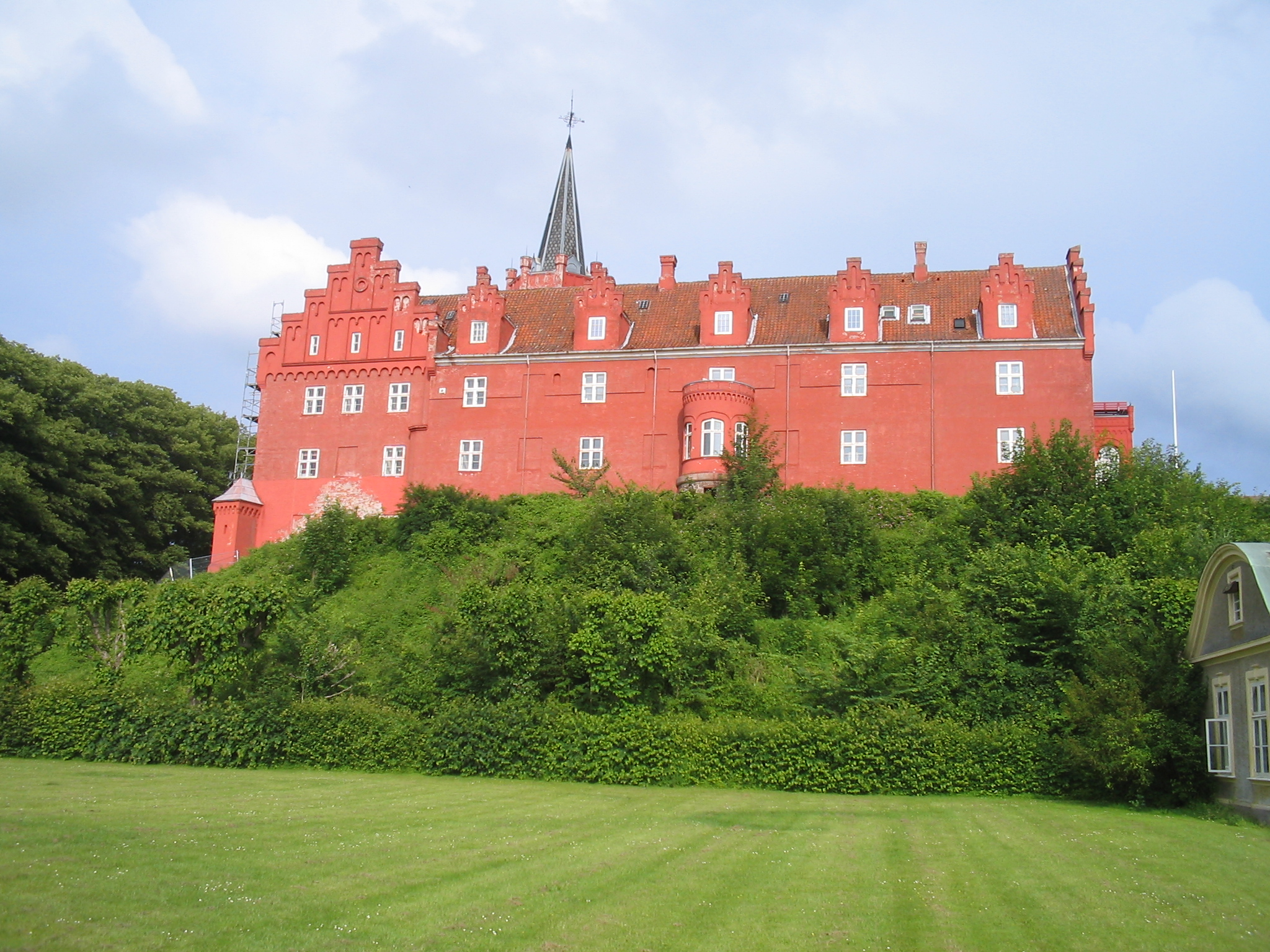
Schloss Tranekær
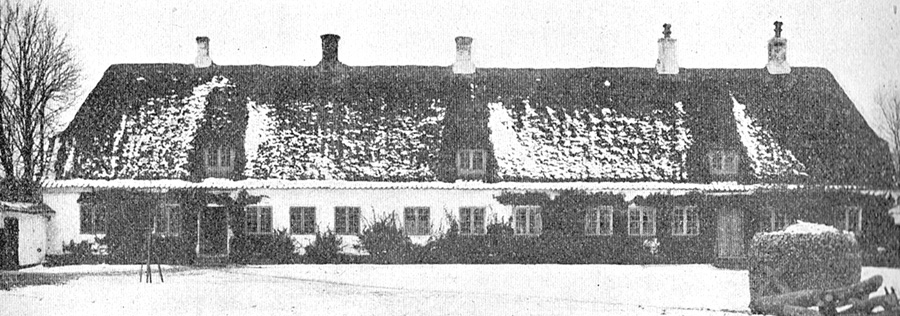
Gut Nordenbrogård (1900)
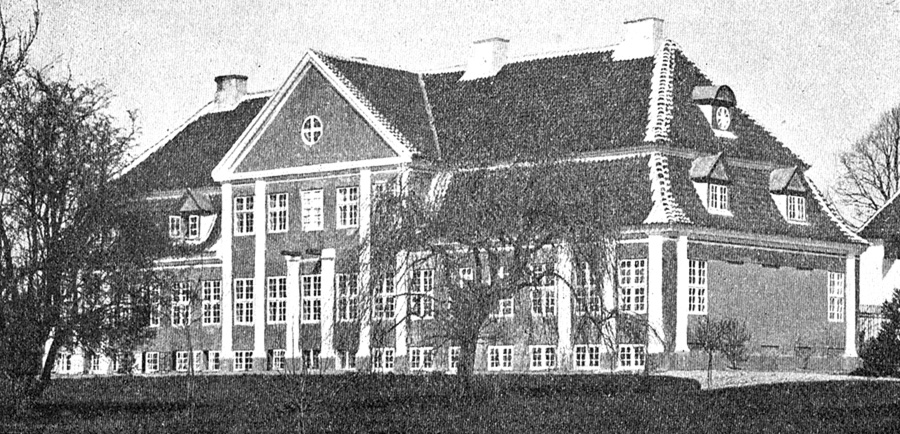
Gut Hjortholm
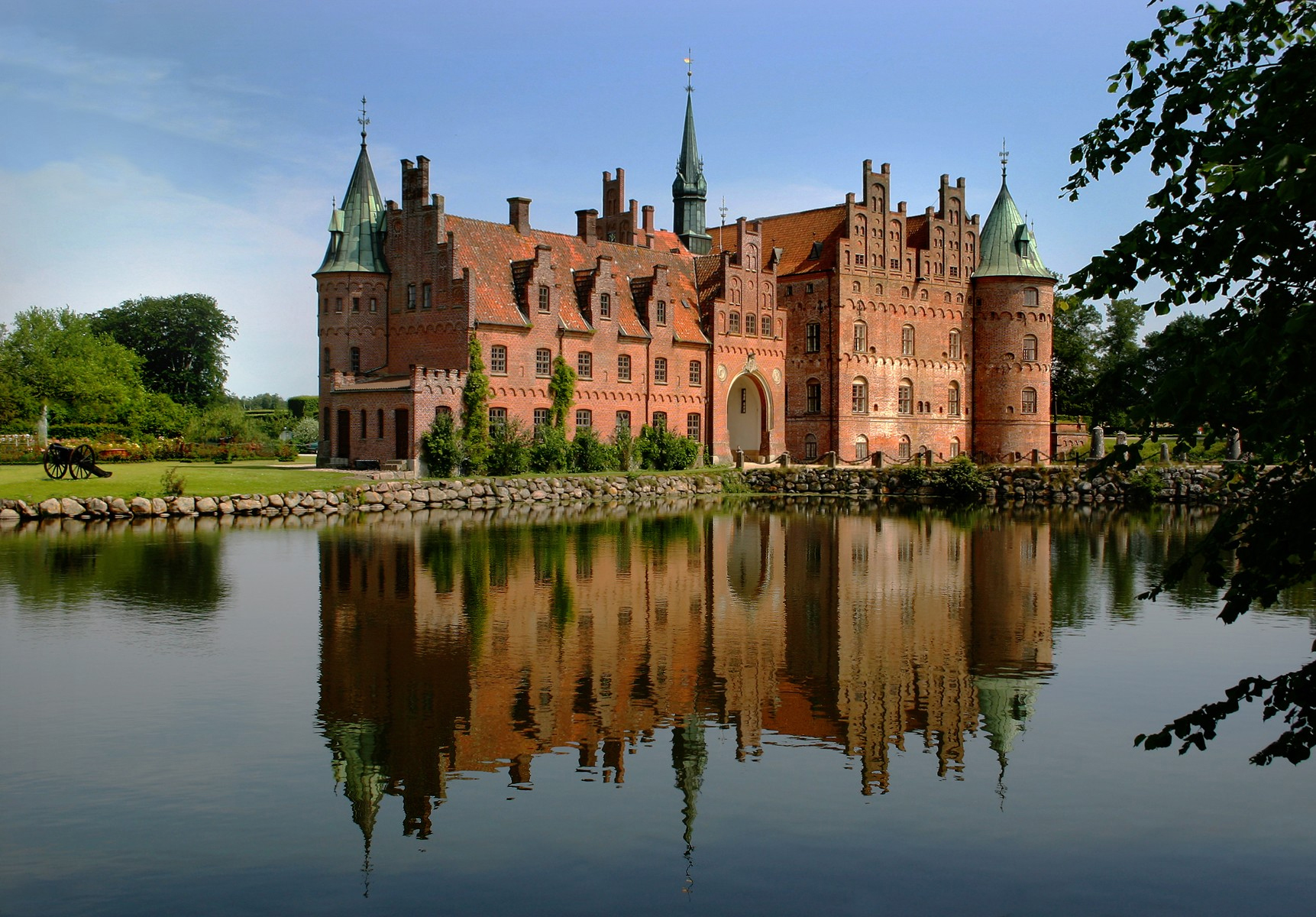
Schloss Egeskov, Fünen
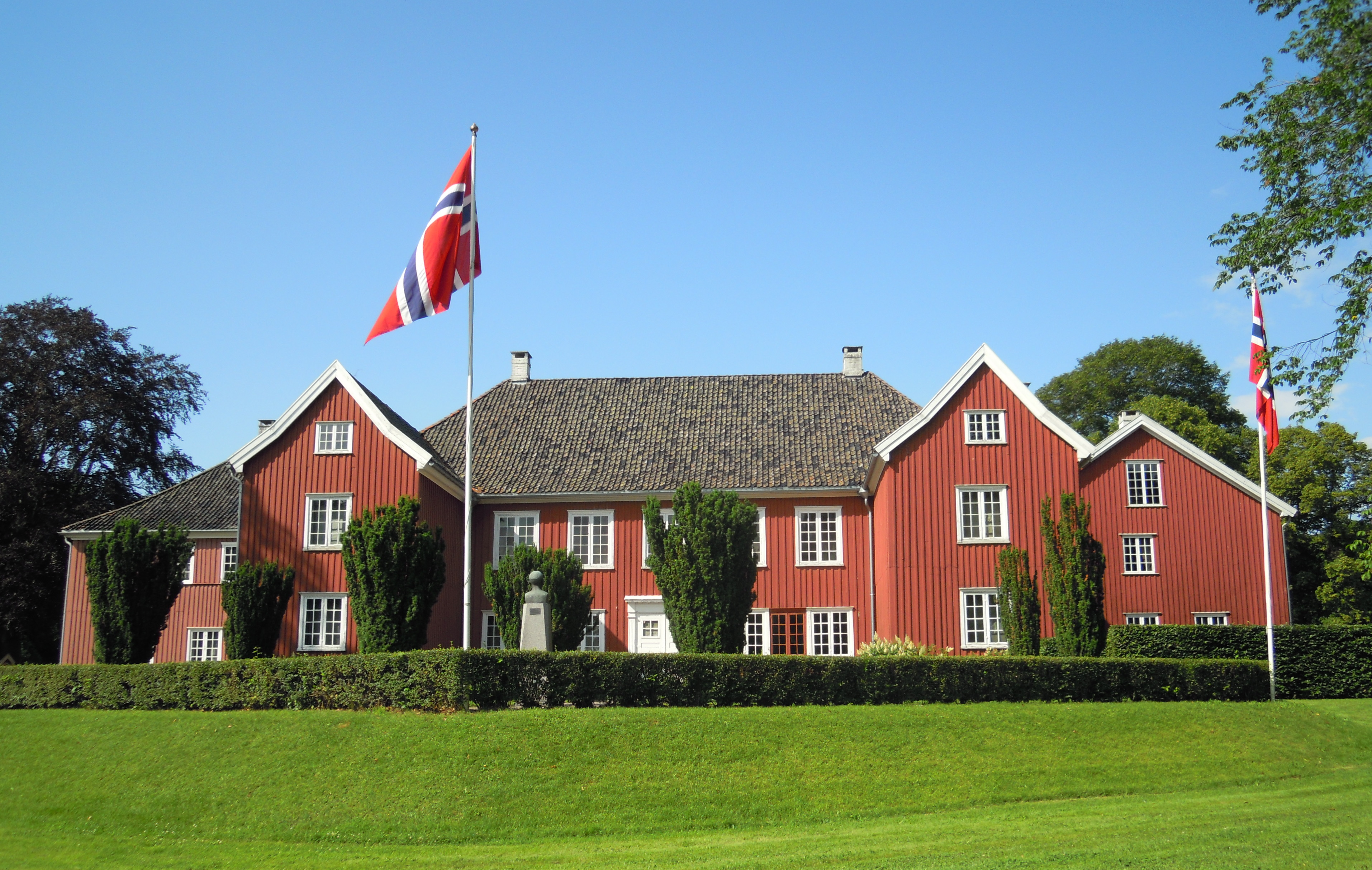
Gut Laurvig, Norwegen
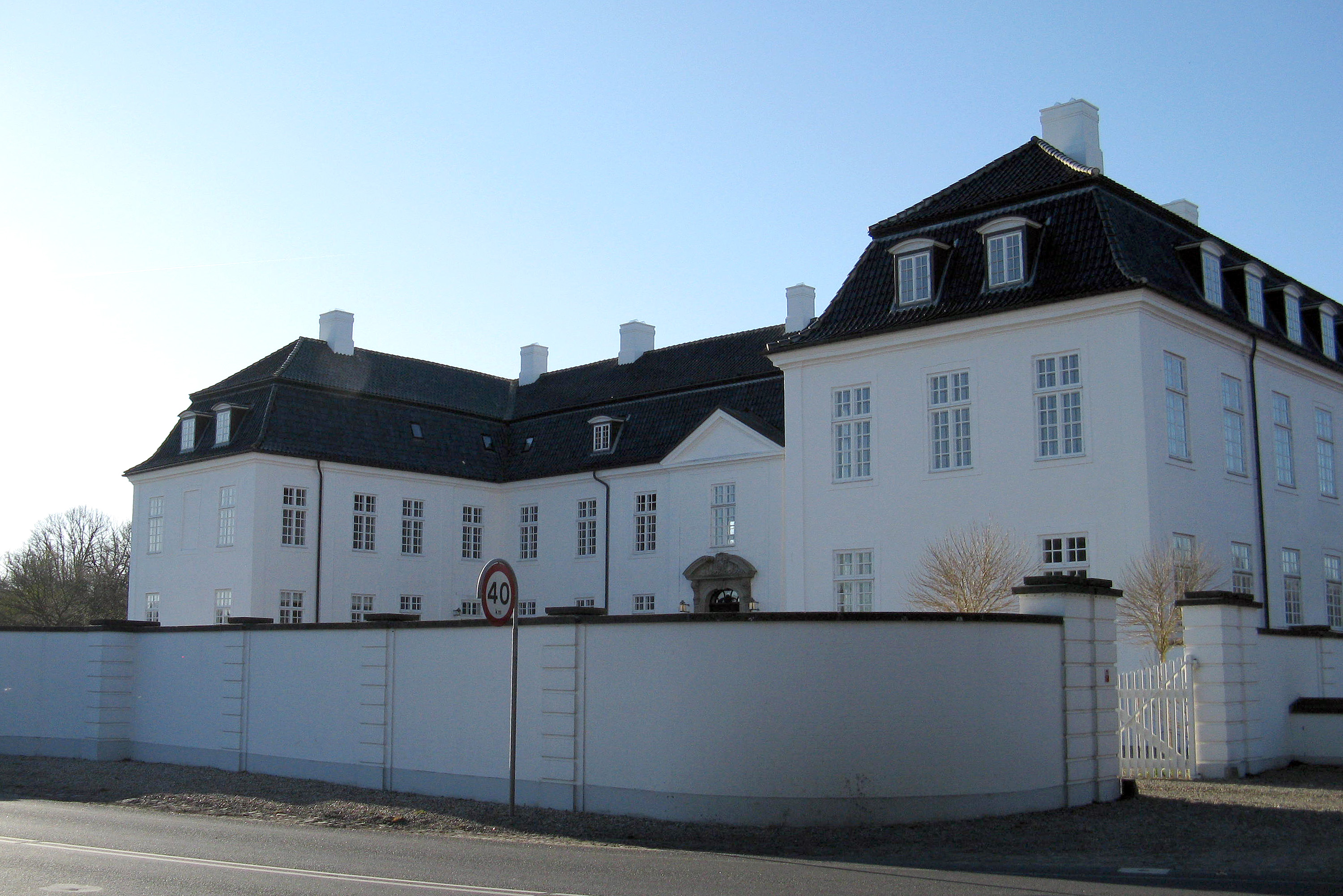
Schloss Hvidkilde, Fünen

### Die Freiherren Ahlefeldt von Dehn
Eine dritte Linie, die Ahlefeldt (Freiherren) von Dehn, existiert seit 1783 und wurde am 12. März 1913 durch königlich preußische Standeserhöhung als freiherrliches Haus anerkannt. Die Namens- und Wappenvereinigung mit von Dehn wurde für den jeweiligen Nutznießer des Stammhauses Gut Ludwigsburg am 25. Juni 1783 anerkannt (erstmals für Carl Friedrich Ulrich von Ahlefeldt, verheiratet mit Sophie Charlotte Friederike Freiin von Dehn); seit 1913 führte der jeweilige Fideikommissherr den berechtigten Titel von Ahlefeldt Freiherr von Dehn. Der Deutsche Adelsrechtsausschuß erkannte diese Namensführung trotz des Verlustes des inzwischen aufgelösten Fideikommiss an (30. November 1949).
1950 wurde das Gut Ludwigsburg verkauft, das 1729 an die Familie von Dehn gekommen war.

### Die Grafen von Brockdorff-Ahlefeldt
Ein Zweig des Geschlechts Brockdorff, die Grafen von Brockdorff-Ahlefeldt, stammt von Konrad Graf von Brockdorff ab, der 1837 von Conrad Graf von Ahlefeldt auf Gut Ascheberg adoptiert wurde. Ascheberg war 1825 an ihn gekommen und befindet sich seit der Adoption bis heute im Besitz der Grafen Brockdorff-Ahlefeld.

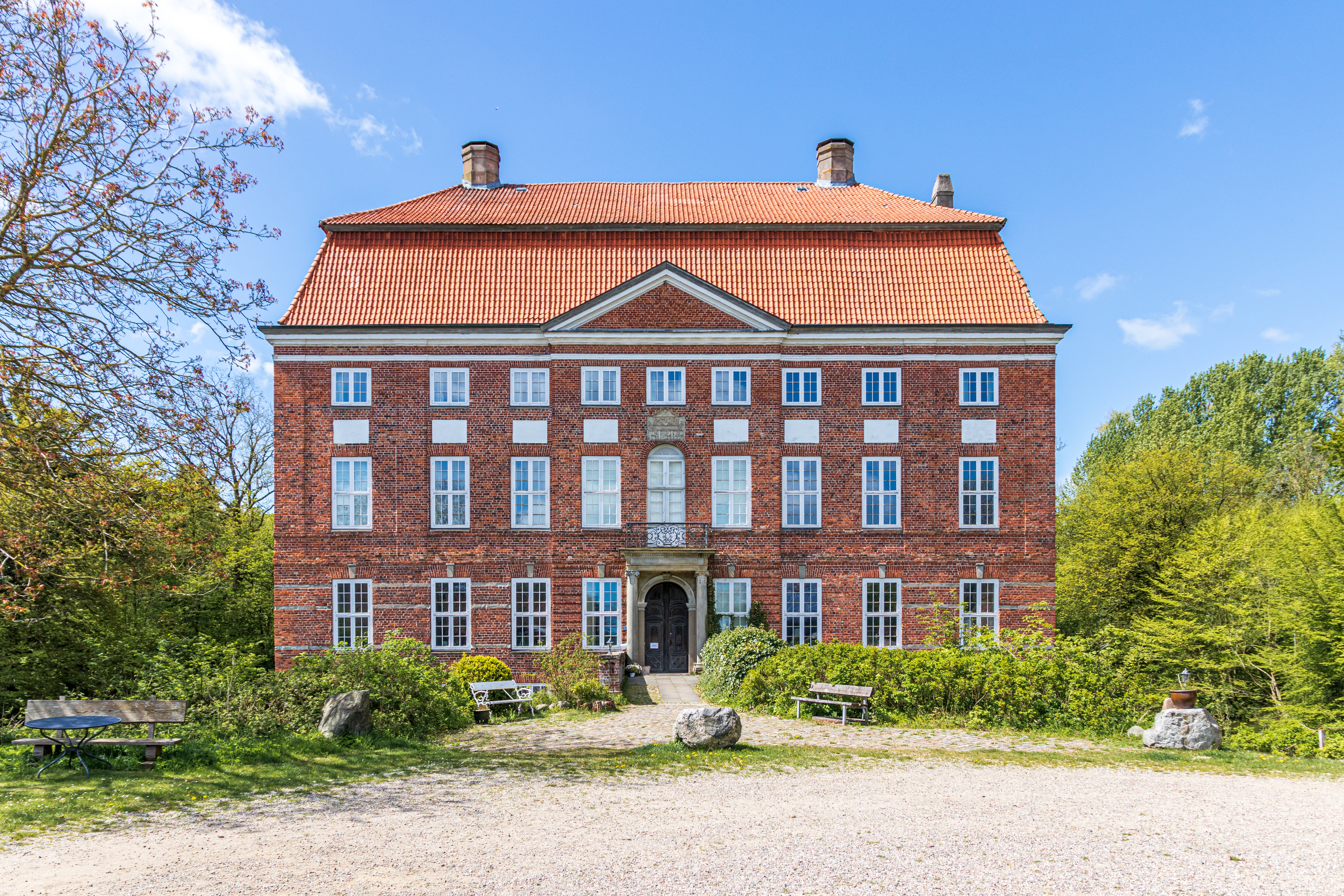
Gut Ludwigsburg
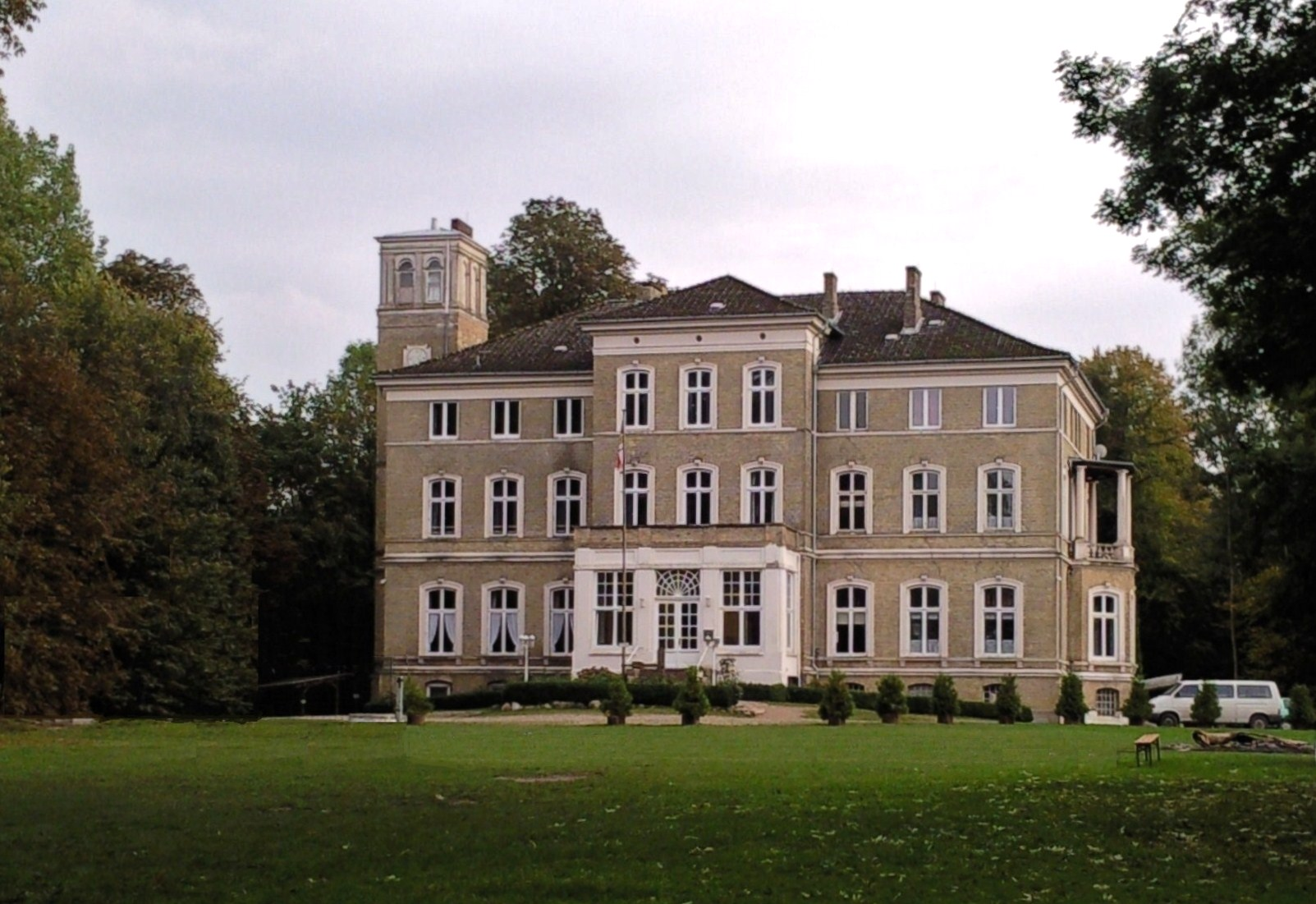
Gut Ascheberg

## Güter im (zeitweiligen) Besitz der Ahlefeldt
Zu den zahlreichen Adeligen Gütern, die sich zeitweise im Besitz der Ahlefeld befanden, gehörten:
Ahlefeld, Ascheberg, Bekmünde, Bülk, Büstorf (Bystorp), Gut Julianka in Büttel, Dänisch-Nienhof, Dollrott, Drage, Egeskov, Ehlerstorf, Eschelsmark, Freienwillen, Gelting, Gereby, Gravenstein, Grünholz, Güldenstein, Haselau, Haseldorf, Hasselburg, Heiligenstedten, Hjortholm, Jersbek und Stegen, Kaden, Kaltenhof, Kampen, Klein Nordsee, Kluvensiek, Knoop, Kollmar, Kronsburg, die dänische Lehnsgrafschaft auf der Insel Langeland (mit Sitz Schloss Tranekær), Laurvigen, Lehmkuhlen, Lindau, Ludwigsburg, Lykkesholm, Mehlbek, Mörsberg, Neudorf, Noer, Nordenbrogård, Ohe, Olpenitz, Ornum, Osterrade, Perdöl, Rixingen, Rögen, Rundhof, Saxtorf, Seegaard, Seekamp, Seestermühe, Sehestedt, Sorgenfri, Stedingshof, Stubbe, Tremsbüttel, Vestergaard, Wittmoldt.

## Wappen
Bis 1500 führte die Adelsfamilie ein von dem heutigen etwas abweichendes Stammwappen. Rechts einen einfachen Flug und linke Hälfte des Schildes war einfach in zwei weiße und zwei rote Felder unterteilt. Heute zeigt das gespaltene Stammwappen rechts in Blau einen einfachen, aus der Teilung wachsenden silbernen Flug und links in Silber zwei rote Balken. Auf dem Helm mit rot-silbernen Decken auf einem goldbequasteten roten Kissen sitzend eine silberne Bracke mit gold beringtem roten Halsband.

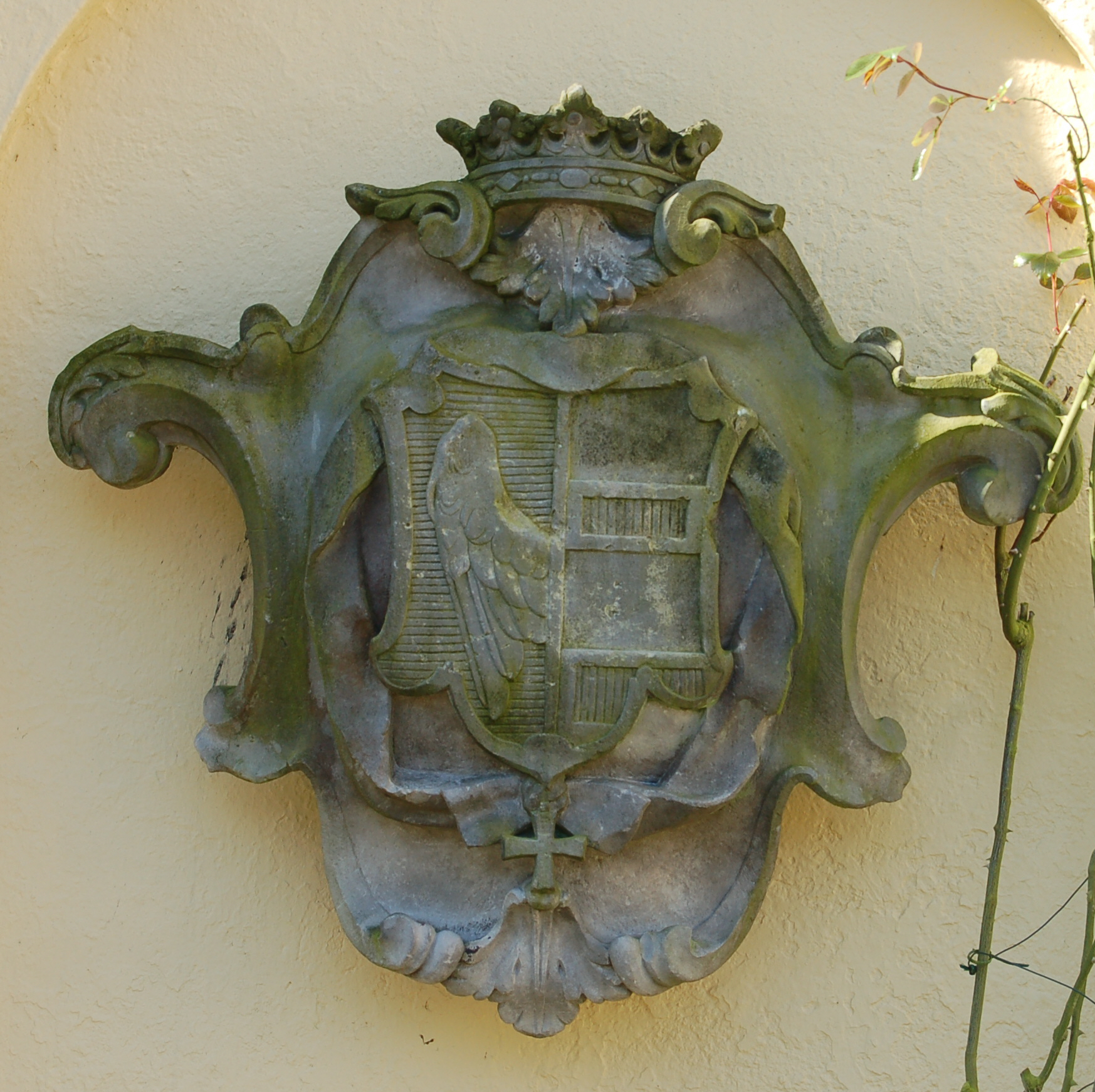
Kartusche mit dem Wappen derer von Ahlefeld(t) im Kloster Uetersen
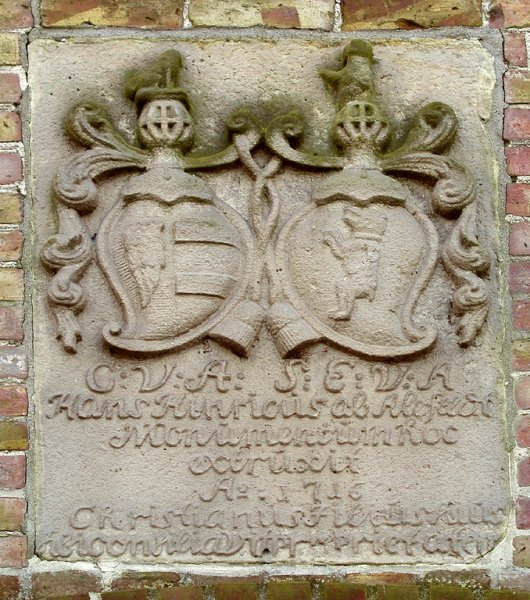
Wappentafel am Gruftanbau der Kirche Seester: CVA (= Cay von Ahlefeldt) SEVA (= Selig Eva von Ahlefeldt)
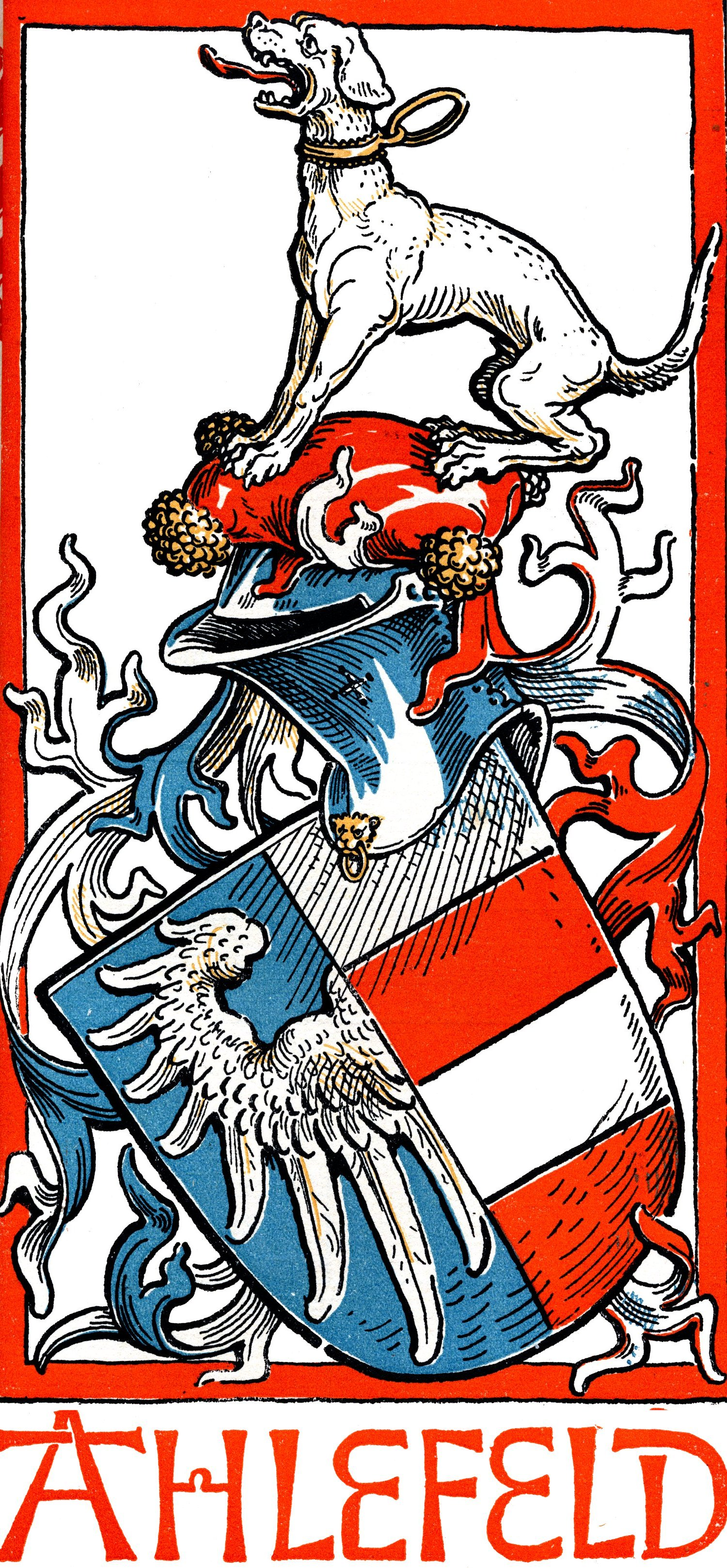
Wappengrafik von Otto Hupp im Münchener Kalender von 1905
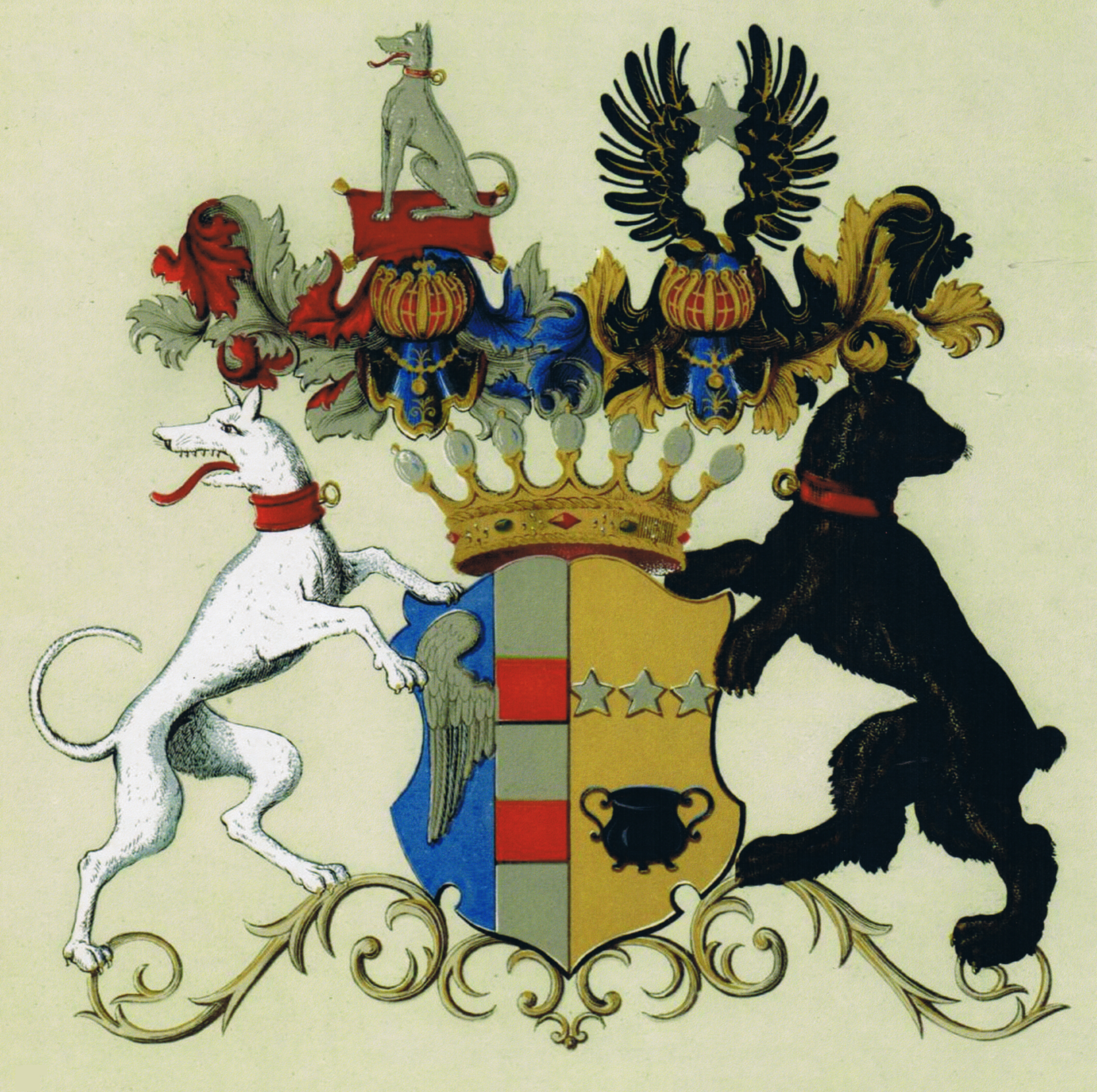
Das Wappen derer von Ahlefeldt und Dehn

## Personen
- Adolf Jasper von Ahlefeldt (1712–1761), deutscher Geistlicher und Domherr des Domkapitels des Lübecker Doms
- August von Ahlefeld (1811–1891), deutscher Rittergutsbesitzer und Landrat im Herzogtum Schleswig
- Balthasar von Ahlefeldt (1559–1626), Königlicher Rats- und Amtsmann von Flensburg und Rendsburg, Herr auf Kolmar, Drage und Heiligenstedten
- Balthasar von Ahlefeldt (1684–1752), Herr der Güter Lindau, Neudorf; Generalleutnant und Kommandant von Glückstadt
- Benedikt I. von Ahlefeldt († 1586), Erbherr auf Haseldorf und Träger des Dannebrog-Ordens und des Elefanten-Ordens
- Benedikt von Ahlefeldt († 1698), Herr auf Haseldorf, Haselau und Träger des Danebrog-Ordens
- Benedikt von Ahlefeldt, Klosterpropst zu Uetersen, Amtmann von Flensburg
- Benedikt von Ahlefeldt (1440–1500), Ritter und Herr der Güter Lehmkuhlen, Hasselburg und Wittmold
- Benedikt von Ahlefeldt (1546–1606), Amtmann von Steinburg; Marschall und Träger des Dannebrog- und des Elefanten-Ordens
- Benedikt von Ahlefeldt (1593–1634), Erbherr auf Haseldorf, Osterrade, Kluvensiek und Klosterpropst zu Uetersen
- Benedikt von Ahlefeldt (1650–1712), Herr auf Osterrade, Kluvensiek, Sehestedt, Kronsburg und Träger des Dannebrog-Ordens
- Benedikt von Ahlefeldt (1678–1757), Gutsherr der holsteinischen Güter Jersbek und Stegen
- Benedikt von Ahlefeldt (1685–1739), Geheimer Rat, Kanzleipräsident und Kammerherr des Herzogs Karl Friedrich (Schleswig-Holstein-Gottorf)
- Benedikt von Ahlefeldt (1717–1776), Kommandant von Helgoland und Landrat in Uetersen
- Benedikt Wilhelm von Ahlefeldt (1678–1748), Herr auf Gut Kaden, Klein Nordsee, Major und Landrat
- Bertram von Ahlefeldt (1508–1571), Amtmann und Vertrauter des Königs Friedrich II. von Dänemark und Norwegen
- Burchard von Ahlefeldt (1634–1695), königlich dänischer Kammerherr und Landrat

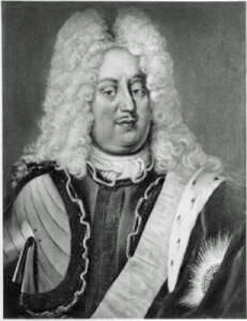
Graf Carl von Ahlefeldt (1670–1722), Statthalter von Schleswig-Holstein

- Graf Carl von Ahlefeldt (1670–1722), Statthalter von Schleswig-HolsteinCai Burchard von Ahlefeldt (1671–1718), deutscher Oberst, Abgeordneter des Landtages und Träger des Dannebrog-Ordens
- Cai von Ahlefeldt (1591–1670), Diplomat und General
- Carl Friedrich Ulrich von Ahlefeldt (1750–1829), Baron von Behn auf Ludwigsburg und Träger vom Großkreuz des Danebrog-Ordens
- Carl Graf von Ahlefeldt (1670–1722), dänischer Statthalter von Schleswig-Holstein, Herr der Güter Rixingen und Langeland, Landrat auf Langeland, Bauherr von Schloss Gravenstein und Schloss Sorgenfri
- Catharina Christina von Ahlefeldt (1687–1726), Herzogin von Schleswig-Holstein-Glücksburg
- Catharina von Ahlefeldt († 1562), Adliger Erbherrin von Haseldorf, Haselau, Gut Seestermühe und Gut Seegaard bei Kliplev
- Cay Werner von Ahlefeldt (1770–1829), königlich dänischer Konferenzrat und Ritter des Dannebrog-Ordens, Verbitter in Itzehoe
- Cay Wilhelm von Ahlefeldt (1753–1838), Erbherr auf Klein Nordsee, Propst des Klosters Preetz und Träger des Danebrog-Orden
- Charlotte von Ahlefeld (1781–1849), deutsche Schriftstellerin
- Christian Albrecht von Ahlefeldt (1693–1755), adliger Herr und Landrat in Holstein
- Christine von Ahlefeldt (1643–1691), ab 1665 Gräfin von Dernath, Oberhofmeisterin und Ministerin der Kurfürstin von Sachsen
- Claus von Ahlefeldt (1420–1486), Landrat Amtshauptmann und Herr der Güter Lehmkuhlen, Hasselburg und Wittmold
- Claus von Ahlefeldt (1614–1674), Feldmarschall und Befehlshaber aller dänischen Streitkräfte in Norwegen
- Conrad Christoph von Ahlefeldt (1768–1853), deutscher Gerichtsrat und Klosterpropst
- Conrad von Ahlefeldt (1705–1786), Herr auf Gut Eschelsmark und Träger des Danebrog-Ordens
- Conrad von Brockdorff-Ahlefeldt (1886–1959), deutscher Offizier und Gutsbesitzer
- Conrad Wilhelm von Ahlefeldt (1707–1791), dänischer General und Kriegsminister
- Detlev Friedrich von Ahlefeldt, Herr auf Brodau und dänischer Generalmajor
- Detlev Siegfried von Ahlefeldt (1658–1714), Herr auf Brodau, Landrat und Amtmann von Oldenburg und Fehmarn
- Detlev von Ahlefeldt († 1599), Herr auf Haseldorf und Osterrade
- Detlev von Ahlefeldt (1612–1686), Herr auf Haseldorf, Haselau, Kaden, und Träger des Danebrog-Orden und des Elefanten-Ordens
- Detlev von Ahlefeldt (1617–1686), dänischer Offizier und Diplomat, Memoirenschreiber
- Detlev von Ahlefeldt, deutscher Domherr von Lübeck und Amtmann von Gottorf
- Detlev von Ahlefeldt (1747–1796), Königlich Dänischer Kammerherr und Landrat.
- Dietrich von Ahlefeldt (1618–1664), Herr auf Osterrade, Kluvensiek, Propst zu Uetersen und Träger des Dannebrogordens und Elefantenordens
- Dorothea von Ahlefeldt (1586–1647), Gutsherrin von Kolmar, Drage, Heiligenstedten und Besitzerin des Schloss Heiligenstedten.
- Eiler Christopher von Ahlefeldt (1736–1806), Amtmann und Abt des Bischofssitzes Soissons in Frankreich
- Elisa von Ahlefeldt-Laurvigen (1788–1855), Ehefrau des Helden der Befreiungskriege Adolf von Lützow und Beteiligte der Lützower Jagd, Salonnière in Düsseldorf und Berlin
- Ernst Carl von Ahlefeldt (1785–1877), Herr der Adligen Güter Oehe und Rögen
- Ferdinand Anton von Ahlefeldt (1747–1815), dänischer Diplomat
- Friedrich Carl von Ahlefeldt (1742–1825), Leutnant und General
- Friedrich von Ahlefeldt († 1543), Adliger Herr von Haseldorf, Haselau, Gut Seestermühe und Gut Seegaard bei Kliplev und königlicher Rat
- Friedrich von Ahlefeldt († 1672), Herr auf Kohøved, Bienebek, Hald und Träger des Danebrog-Ordens
- Friedrich von Ahlefeldt (1551–1605), Erbherr auf Seestermühe, Seegaad, Kasseedorf und Arlewatt, Amtsrat von Aabenraa und Landrat von Holstein
- Friedrich von Ahlefeldt (1618–1665), deutscher Adliger, Diplomat, Landrat und Klosterprobst zu Uetersen
- Friedrich von Ahlefeldt (1623–1686), Herr auf Rixingen (Réchicourt), Mörsberg (Morimont) und Träger des Danebrog-Orden und des Elefanten-Ordens.
- Friedrich von Ahlefeldt (1662–1708), Herr auf Rixingen (Réchicourt), Langeland General und Statthalter.
- Friedrich von Ahlefeldt (1702–1773), dänischer Offizier, Gutsherr und Träger des Dannebrogordens
- Gottschalk von Ahlefeldt (1475–1541), letzter katholischer Bischof von Schleswig
- Hans Heinrich von Ahlefeldt (1656–1720), Geheimrat, Ritter des Dannebrogordens und vom Elefantenorden sowie Gutsherr des Gutes Seestermühe
- Hans von Ahlefeldt († 1564), Adliger Herr von Seestermühe, auf Gut Seestermühe und halb auf Gut Seegaard bei Kliplev.
- Hans von Ahlefeldt († um 1600), Feldherr des dänischen Königs Christian III.
- Hans von Ahlefeldt († 1500), Ritter, Herr auf Haseldorf, Haselau Seegaard und Seestermühe
- Hans von Ahlefeldt (1710–1780), Geheimrat und Amtmann im dänischen Staatsdienst und Landdrost in Pinneberg
- Heinrich von Ahlefeldt (1592–1674), Adliger Gutsherr und Träger des Dannebrog- und des Elefanten-Ordens
- Henning von Ahlefeldt (1705–1778), Königlich Dänischer Kammerherr und Geheimer Rat.
- Hunold von Ahlefeld (1851–1919), deutscher Marineoffizier, zuletzt Vizeadmiral, Wirtschaftsmanager
- Joachim von Ahlefeldt (1646–1717), holstein-gottorfischer und dänischer Staatsmann und Propst des Klosters Preetz
- Joachim von Ahlefeldt (1650–1701), adliger Herr und Landrat in Holstein
- Johann Adolph von Ahlefeldt (1679–1761), Adliger Gutsherr und Träger des Dannebrog- und des Elefanten-Ordens
- Johann Rudolph von Ahlefeldt (1712–1770), Herr der Güter Damp und Saxdorf und Wohltäter
- Johann Rudolph von Ahlefeldt (1775–1848), Gutsherr auf Ludwigsburg, Sehestedt, Saxdorf; Ehemann der Schriftstellerin Charlotte von Ahlefeld.
- Johann von Ahlefeldt (1399–1463), Geheimer Rat und Herr der Güter Lehmkuhlen und Wittmold
- Johann von Ahlefeldt (1584–1635), adliger Erbherr von Gut Stendorf, Nüchel und Landrat in Holstein
- Jürgen von Ahlefeldt (1748–1823), deutscher Amtmann
- Konrad von Brockdorff-Ahlefeldt (1823–1909), deutscher Gutsbesitzer und Politiker im Herzogtum Holstein

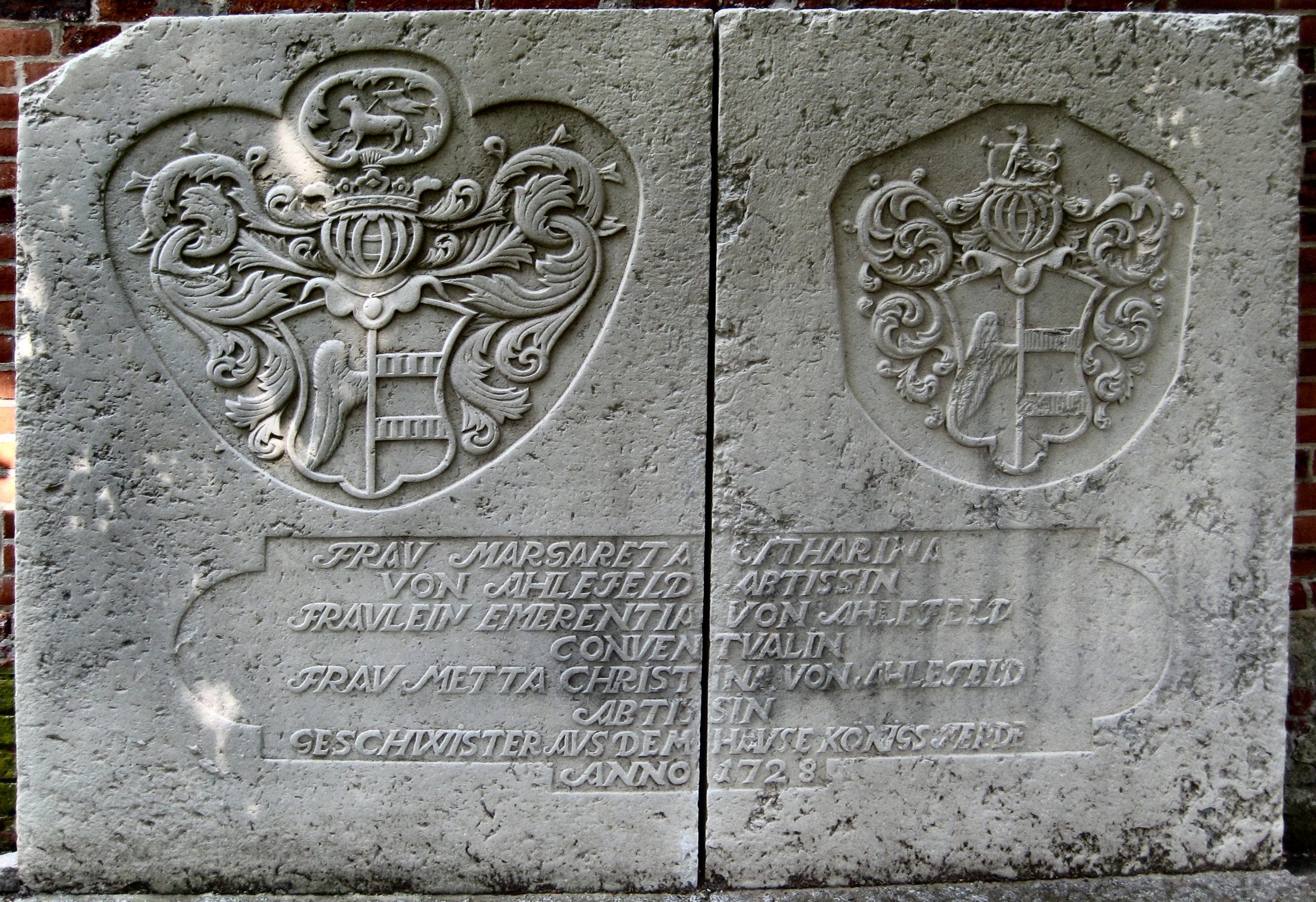
Epitaph an der Kirche St. Laurentii in Itzehoe. Inschrift:
FRAU MARGARETA CATHARINA
VON AHLEFELD ABTISSIN
FRAULEIN EMERENTIA VON AHLEFELD
CONVENTUALIN
FRAU METTA CHRISTINA VON AHLEFELD
ABTISSIN
GESCHWISTER AUS DEM HAUSE KÖNIGSFERDE ANNO 1728

- Margaretha von Ahlefeldt (1613–1681), deutsche Wohltäterin und Priorin des Klosters Uetersen
- Maria Theresia von Ahlefeldt (1755–1810), deutsche Komponistin und Pianistin
- Marie Antoinette von Ahlefeldt (1711–1764), Klosterpriorin
- Marie Elisabeth von Ahlefeldt (1719–1769), Konventualin des Adligen Klosters Uetersen und Hofdame der Prinzessin Louise von Dänemark und Norwegen
- Marquard von Ahlefeldt (1571–1608), Herr auf Haselau, Kaden und der Mörder von Detlev von Ahlefeldt
- Mita von Ahlefeldt (1891–1966), deutsche Schauspielerin
- Nicolaus von Ahlefeldt (* 1480), Erbherr auf Seegaard und Stammvater der Linien der Ahlefeldts auf Haseldorf und Gelting
- Ollegard von Ahlefeldt (1547–1618), Adliger Erbherrin der Güter von Haselau und Kaden.
- Otto von Ahlefeldt († 1693), deutscher Offizier, Gutsherr und Amtmann
- Rudolph von Ahlefeld (1862–1909), deutsch-amerikanischer Jugendschriftsteller
- Siegfried Ernst von Ahlefeldt (1721–1792), hannoverscher General der Infanterie
- Sievert von Ahlefeldt († 1594), adliger Gutsherr und Mitglied der adligen Stände in Schleswig-Holstein
- Ulrich Carl von Ahlefeld (1704–1758), dänischer Generalleutnant
- Wilhelm Carl Ferdinand von Ahlefeldt (1769–1852), dänischer Domherr von Lübeck und Träger des Dannebrog-Ordens
- Wilhelm von Ahlefeldt (1818–1897), Adliger Gutsherr des Gutes Treuholz, Landrat und Probst des Klosters Uetersen
- Wulf Christopher von Ahlefeldt (1761–1840), Klosterpropst des St.-Johannis-Kloster von Schleswig und Träger des Dannebrog-Ordens.
- Wulf Jürgen von Ahlefeldt († 1618), adliger Gutsherr und Mitglied der adligen Stände in Schleswig-Holstein
- Wulff von Ahlefeldt († 1572), Erbherr von Haselau und Gut Kaden, Sohn von Friedrich von Ahlefeldt (Gutsherr, 1551)
- Wulff von Ahlefeldt (* 1694), Adliger Gutsherr und Träger des Dannebrog- und des Elefanten-Ordens

## Familienverband
Seit dem Jahre 1900 besteht der deutsch-dänische Familienverband von Ahlefeld(t).
- Präsident des dänischen Verbandes ist Lehnsgraf Preben Ahlefeldt-Laurvig, Tranekær, Langeland;
- Vorsitzender des deutschen Verbandes ist Heiko von Ahlefeld, Neustadt an der Weinstraße; Stellvertreter Trutz von Ahlefeld, Saltsjöbaden, Schweden.

Alle drei Jahre findet jeweils Ende Mai ein Familientreffen statt, abwechselnd in Dänemark und Schleswig-Holstein.